# خفاش میوه‌خوار مصری
خفاش میوه خوار مصری (نام علمی: Rousettus aegyptiacus) نام یک گونه از تیره خفاش میوه‌خوار است. این گونه در بخش‌هایی از آفریقا به جز صحرای بزرگ آفریقا، خاورمیانه تا پاکستان و شمال هند یافت می‌شود. خفاش میوه خوار مصری در ایران در استان‌های بوشهر، هرمزگان و سیستان و بلوچستان زندگی می‌کند.